# 天全囊瓣芹
天全囊瓣芹（学名：Pternopetalum wangianum）为伞形科囊瓣芹属的植物，为中国的特有植物。分布于中国大陆的湖北、甘肃、四川等地，生长于海拔1,500米至2,800米的地区，多生长于林下和覆盖苔藓的岩石上，目前尚未由人工引种栽培。